# Sparring (hyllsystem)

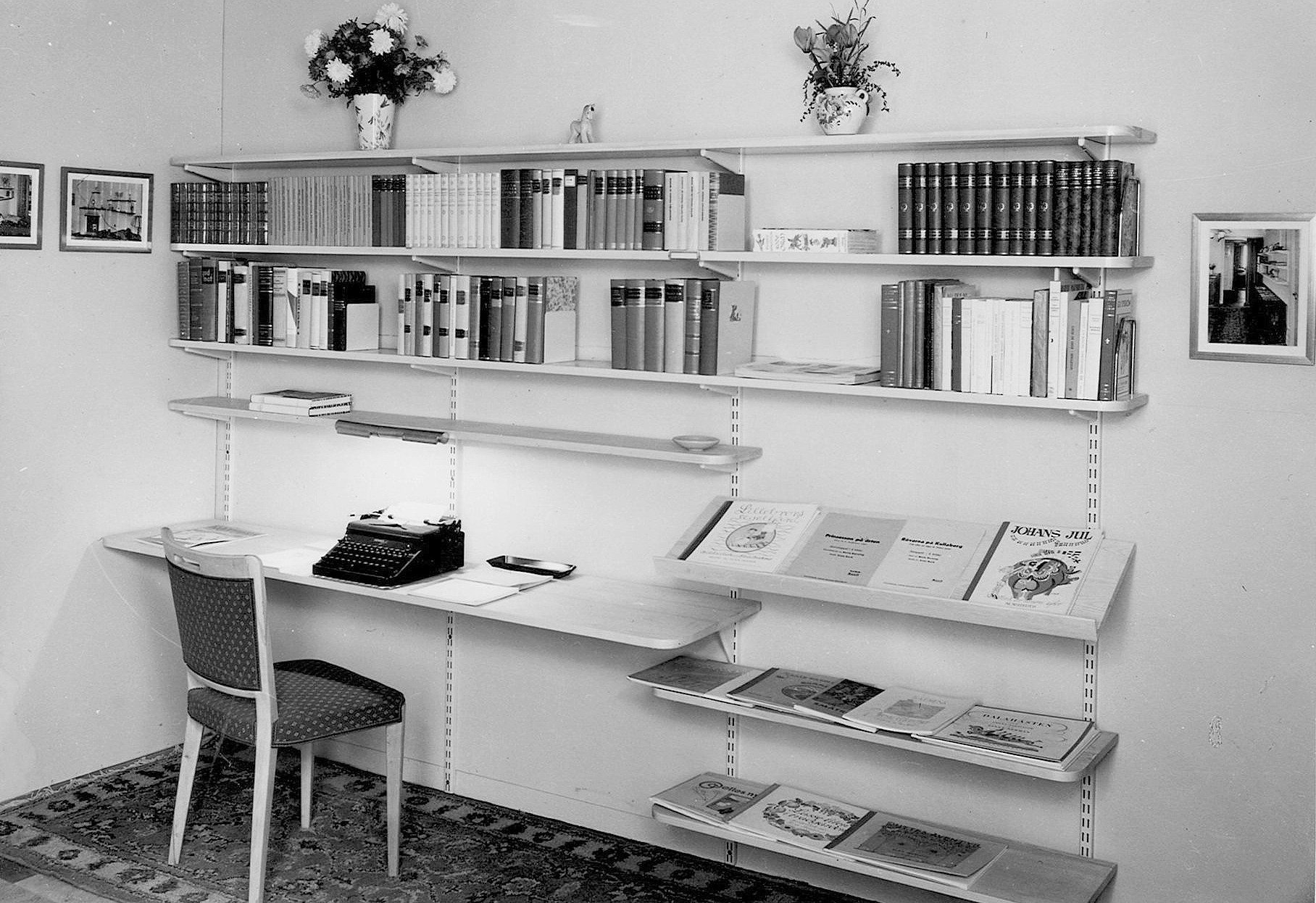
Sparrings hyllsystem, 1950-tal.

Sparring är ett hyllsystem som skapades i början av 1930-talet av industrimannen och uppfinnaren Birger Sparring. Det består av skenor som skruvas fast i väggen och av flyttbara konsoler och hyllor. Sedan 1983 ingår Sparrings hyllsystem i Elfa International.

## Historik

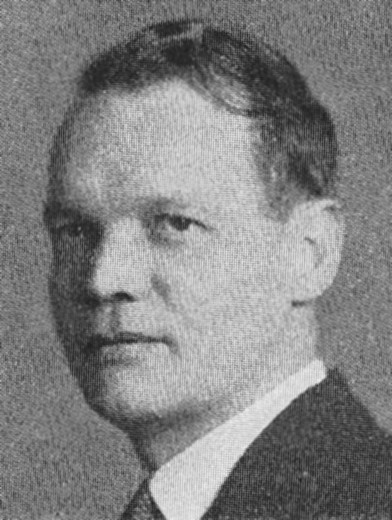
Birger Sparring.

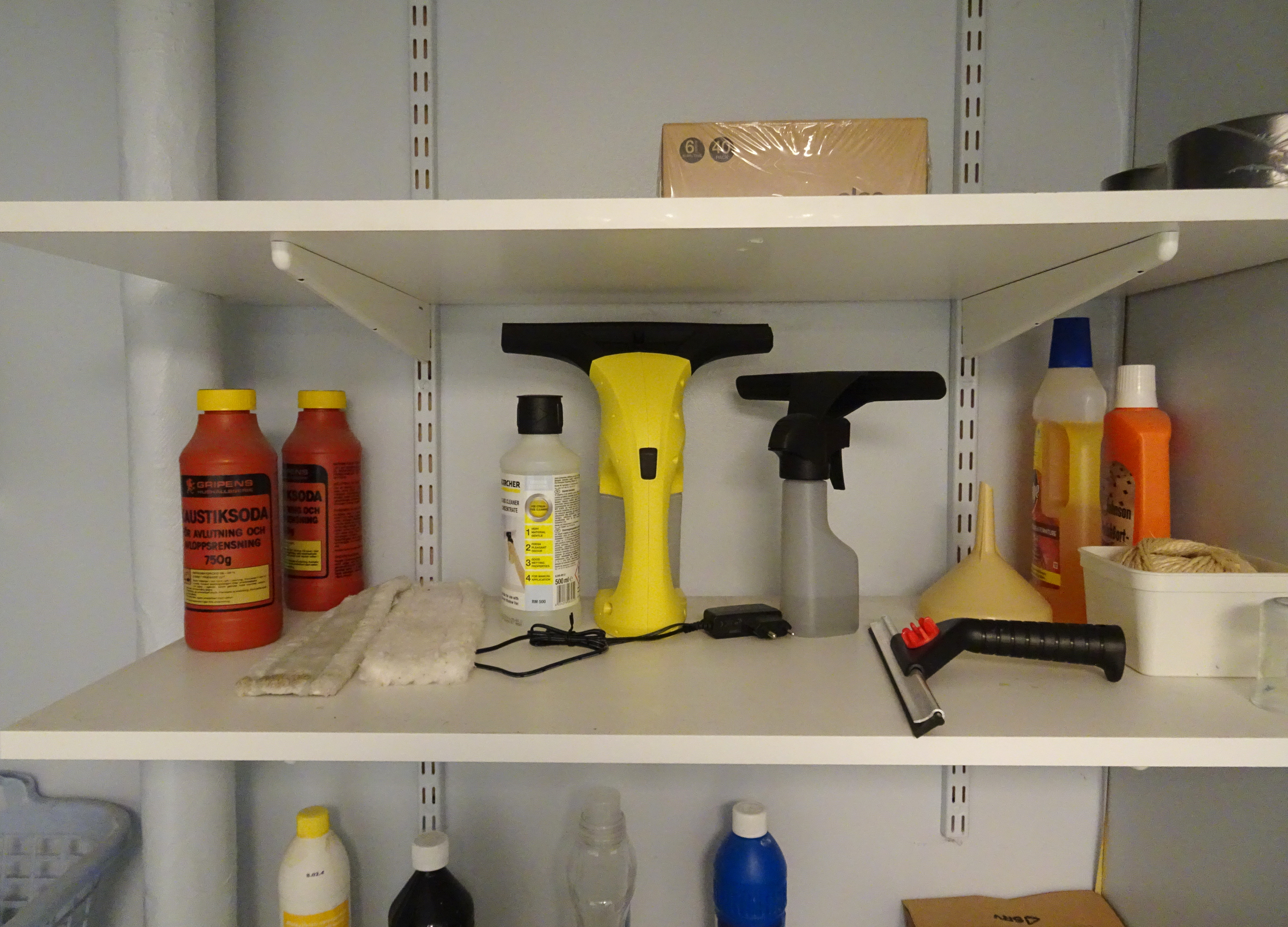
Sparrings hyllsystem i en städskrubb.

Birger Sparrings uppfinning bestod av en lackerad väggskena av till en "U" bockad stålplåt med parvis anordnade, avlånga hål. I hålen fasthakades en konsol som utan extra anordningar satt fast i skenan och lätt kunde flyttas. På konsolen, som fanns med olika längder, lades hyllor som kunde säkras med två skruvar underifrån. 
Systemet skapades i början av 1930-talet och blev början till företaget Sparring Hyllinredning AB som Birger Sparring (1901–1961) startade tillsammans med sin bror 1929 och som 1935 ombildades till aktiebolag med Birger som verkställande direktör. Sparringhyllan såldes till en början till statliga och kommunala verk som önskade en professionell arkivinredning. Så småningom utökades sortimentet med bland annat lutande hyllor och bokstöd och kom in i företag och privat hemmiljö där man kunde bygga flexibla bokhyllor med skrivplats och liknande.
Produkten gick också på export, även till utomeuropeiska länder. I februari 1948 söktes patentskydd i USA. Sedan dess har Sparrings hyllsystem knappt förändrats och räknas idag till en designklassiker. 1983 gick AB Sparring ihop med Elfa International och samtliga Elfa-patent bygger på Sparrings ursprungliga hyllsystem.